# Qualba
Il Qualba (detto anche Qualbo) è un breve torrente che scorre nella provincia del Verbano-Cusio-Ossola.

## Percorso
Le sorgenti del torrente sono poste presso il monte Massaro (1276 m s.l.m.), al confine con la Valsesia (provincia di Vercelli). Scorre verso il Lago d'Orta e costeggia il monte Piogera ricevendo, presso Cesara, il torrente Ranghera, suo principale tributario, che ne incrementa ulteriormente la portata. Dopo aver superato il territorio di Cesara, entra nel comune di Nonio e forma una cascata molto nota, alta circa 30 metri. Sfocia infine nel Lago d'Orta poco a sud del centro comunale, presso la frazione Oira.

## Caratteri idrologici
Il regime idrologico del torrente presenta due massimi in corrispondenza del concentrarsi delle precipitazioni (primavera - autunno) e due minimi al ridursi delle precipitazioni (estate - tarda estate).
| Periodo        | Rio Qualba a Cesara (m³/s) | Rio Qualba a Nonio (m³/s) |
| -------------- | -------------------------- | ------------------------- |
| Stagione secca | 1,5                        | 2                         |
| Stagione umida | 0,85                       | 0,93                      |

La tabella sovrastante raffigura la portata media del rio Qualba rispettivamente nei paesi di Cesara e Nonio: Il torrente non ha affluenti considerevoli, dunque nella stagione calda il volume di trasporto è considerevolmente ridotto.